# Irina Sołowjowa
Irina Bajanowna Sołowjowa, ros. Ирина Баяновна Соловьева (ur. 6 września 1937 w Kiriejewsku w obwodzie tulskim) – radziecka inżynier, pułkownik lotnictwa, kosmonautka.

## Życiorys
W 1954 po ukończeniu szkoły średniej została studentką wydziału budownictwa Politechniki w Swierdłowsku. W trakcie studiów została członkiem aeroklubu, gdzie zaczęła uprawiać spadochroniarstwo. Od zakończenia studiów w 1959 pracowała jako inżynier w biurze projektowo-konstrukcyjnym w Swierdłowsku (do marca 1962). W lutym 1962 pomyślnie przeszła badania w Centralnym Wojskowym Naukowo-Badawczym Szpitalu Lotnictwa (ЦВНИАГ) i zakwalifikowała się do końcowego etapu eliminacji do tworzonej grupy kosmonautek.
12 marca 1962 oficjalnie została przyjęta do oddziału kosmonautów. W związku z nominacją 10 kwietnia 1962 otrzymała powołanie do wojska. Po przejściu szkolenia podstawowego Sołowjowa w listopadzie 1962 zdała wszystkie egzaminy i została skierowana do szkolenia w ramach programu Wostok.
Od stycznia do maja 1963 przygotowywała się do lotu na statku Wostok 6. Trenowała w grupie wspólnie z innymi kandydatkami – Walentiną Tierieszkową, Walentiną Ponomariową i Żanną Jorkiną. Ostatecznie była dublerem Tierieszkowej.
Jesienią 1964 wstąpiła na wydział inżynierski Wojskowego Instytutu Lotnictwa im. Żukowskiego. Ukończyła go w 1967 i uzyskała kwalifikacje inżyniera pilota-kosmonauty. W maju 1965 została mianowana drugim pilotem dwuosobowej żeńskiej załogi statku kosmicznego Woschod 5. Razem z nią miała polecieć Walentina Ponomariowa. Początkowo planowano, że będzie to misja trwająca 10–15 dni, a podczas lotu jedna z kosmonautek miała dokonać wyjścia na zewnątrz statku. W trakcie przygotowań planowany czas lotu wydłużono do 15–20 dni. Wyprawa ta nie została nigdy zrealizowana, ponieważ po śmierci Siergieja Korolowa program Woschod został przerwany.
1 października 1969 rozkazem dowództwa lotnictwa rozwiązano grupę, w której do lotu w kosmos przygotowywały się kobiety. W tamtym czasie nie było żadnych projektów misji załogowych z udziałem kobiet. Od października 1969 pracuje na różnych stanowiskach w Centrum Wyszkolenia Kosmonautów im. J. Gagarina.
W 1980 w Instytucie Psychologii Akademii Nauk ZSRR uzyskała tytuł naukowy kandydata nauk psychologicznych. 31 marca 1991 zakończyła służbę wojskową i przeszła do rezerwy. W tym samym czasie została starszym pracownikiem naukowym w jednym z wydziałów Centrum Wyszkolenia Kosmonautów im. J. Gagarina. Zajmuje się badaniem zachowań ludzi w warunkach ekstremalnych.
Sołowiowa była w latach 1960–1962 w kadrze narodowej spadochroniarzy. W sumie wykonała około 2500 skoków ze spadochronem. Skakała, razem z trenującymi kosmonautami, jeszcze w 1992 mając 55 lat. Od 1974 była w kobiecym zespole, którego członkinie na nartach odbywały wyprawy m.in. po wschodniej części półwyspu Tajmyr oraz Ziemi Franciszka Józefa.
Odznaczona Orderem „Za służbę Ojczyźnie w Siłach Zbrojnych ZSRR” III stopnia oraz Medalem „Za zasługi w podboju kosmosu”.